# Турн (Австрія)
Турн — містечко й громада округу Лієнц в землі Тіроль, Австрія.
Турн лежить на висоті 855 над рівнем моря і займає площу 12,26 км². Громада налічує 635 мешканців.
Густота населення 52/км².
Громада складається з 5 дрібніших населених пунктів, зокрема власне селища Турн.
Округ Лієнц, до якого належить Турн, називається також Східним Тіролем. Від основної частини землі,
Західного Тіролю, його відділяє смуга Південного Тіролю, що належить Італії.
|                               |
| Турн на мапі округу та землі. |

 Адреса управління громади: Dorf 56, 9904 Thurn.

## Галерея

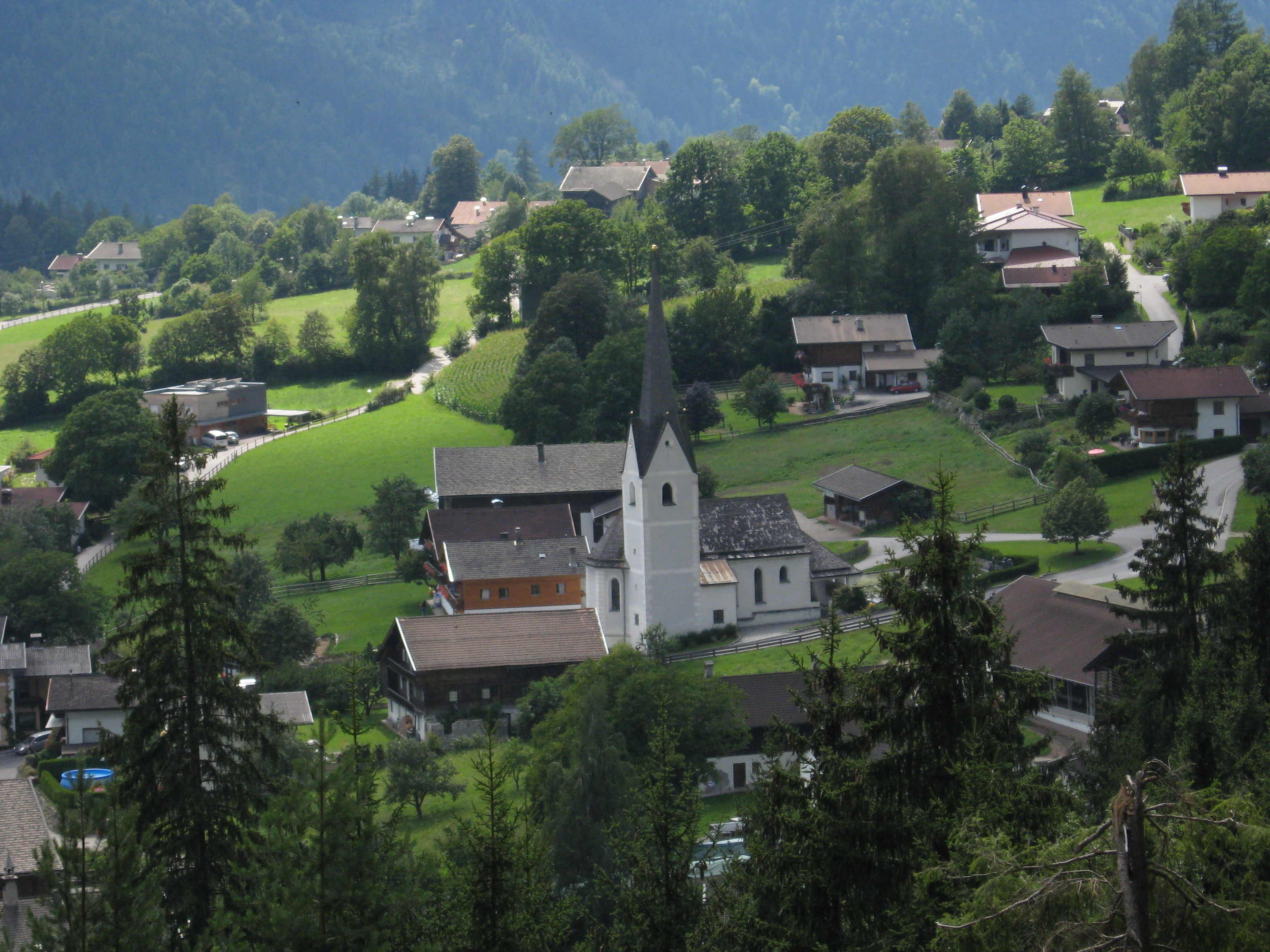
Panorama
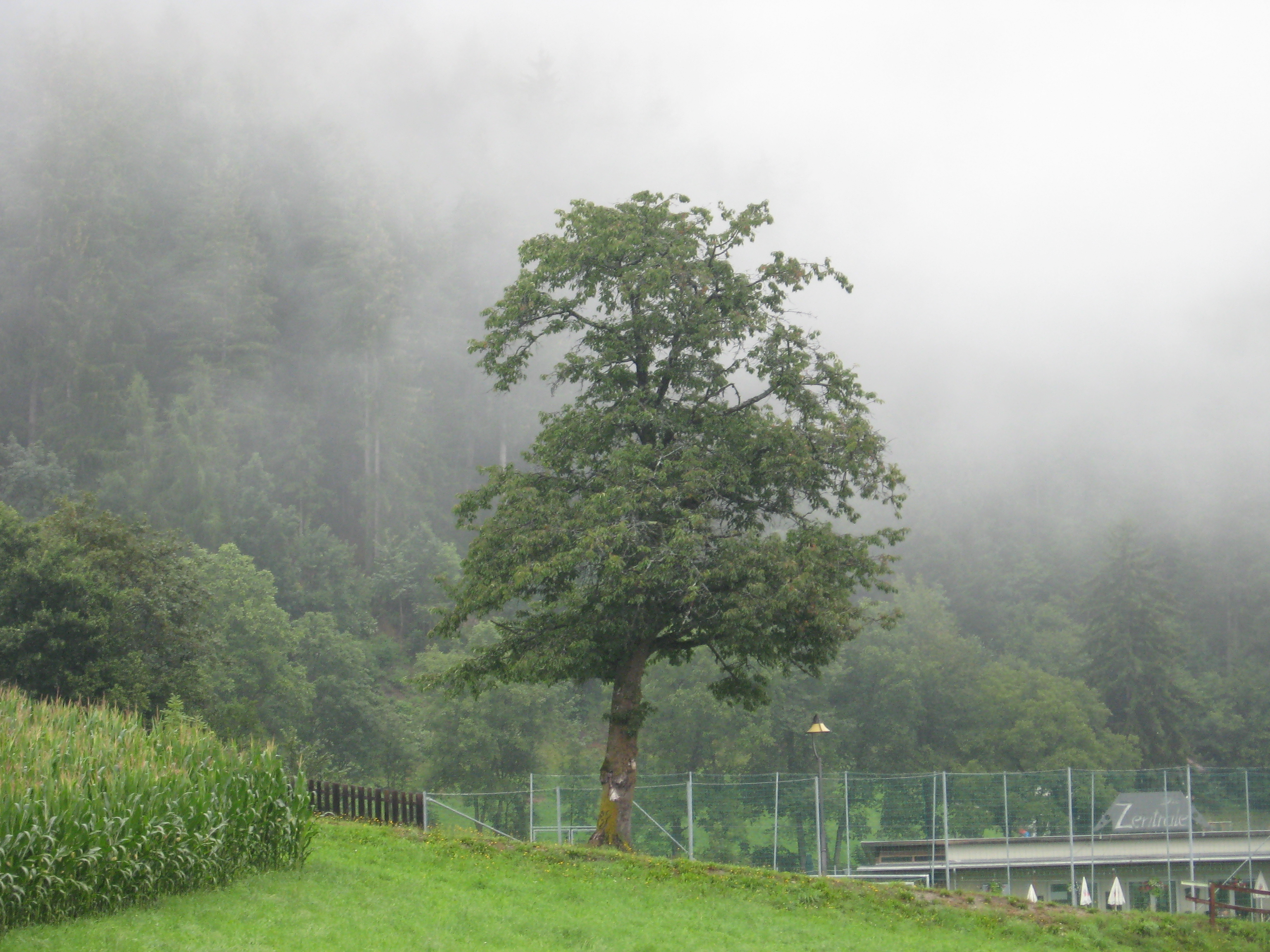
Sommer in Thurn
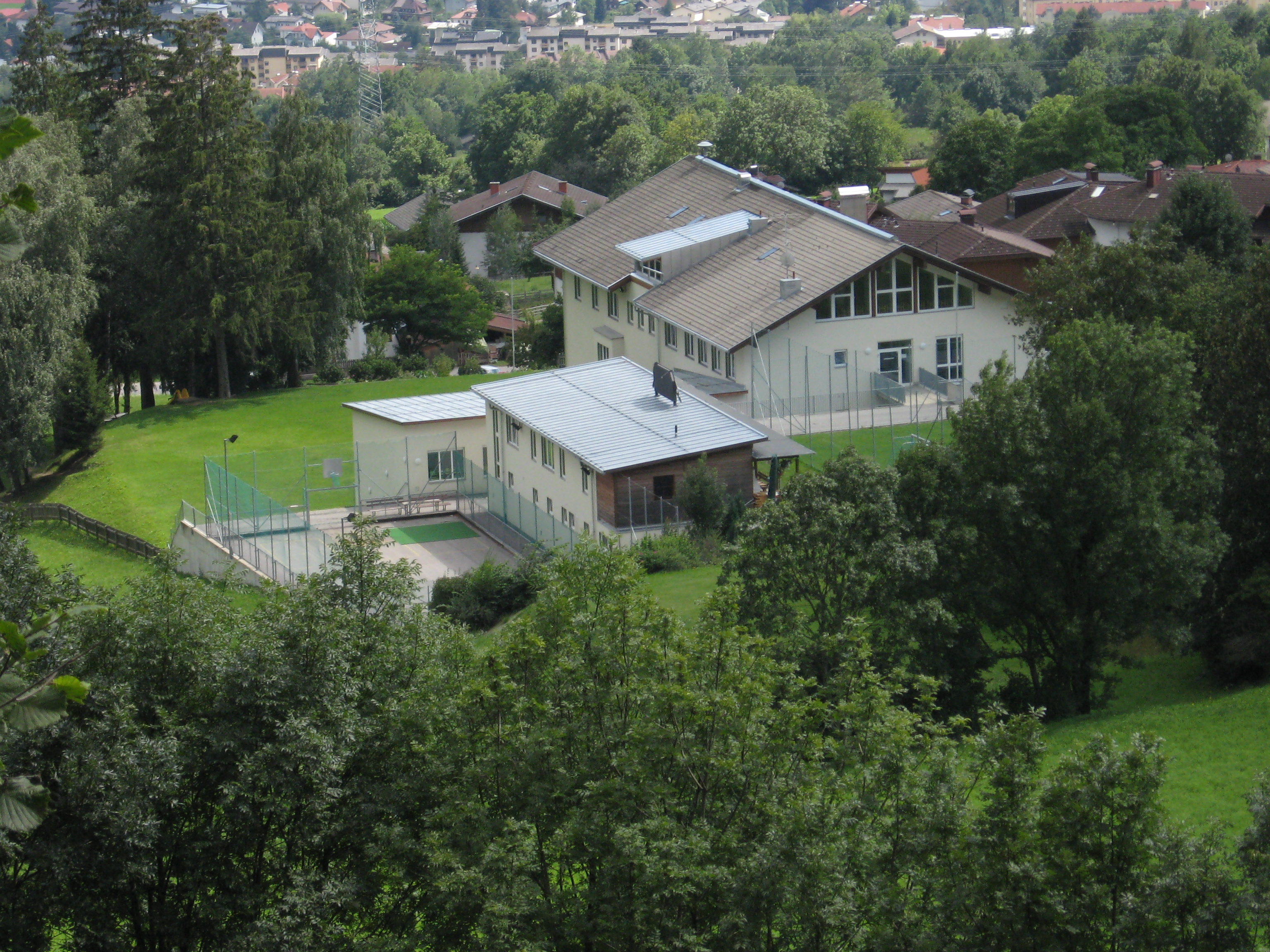
Volksschule
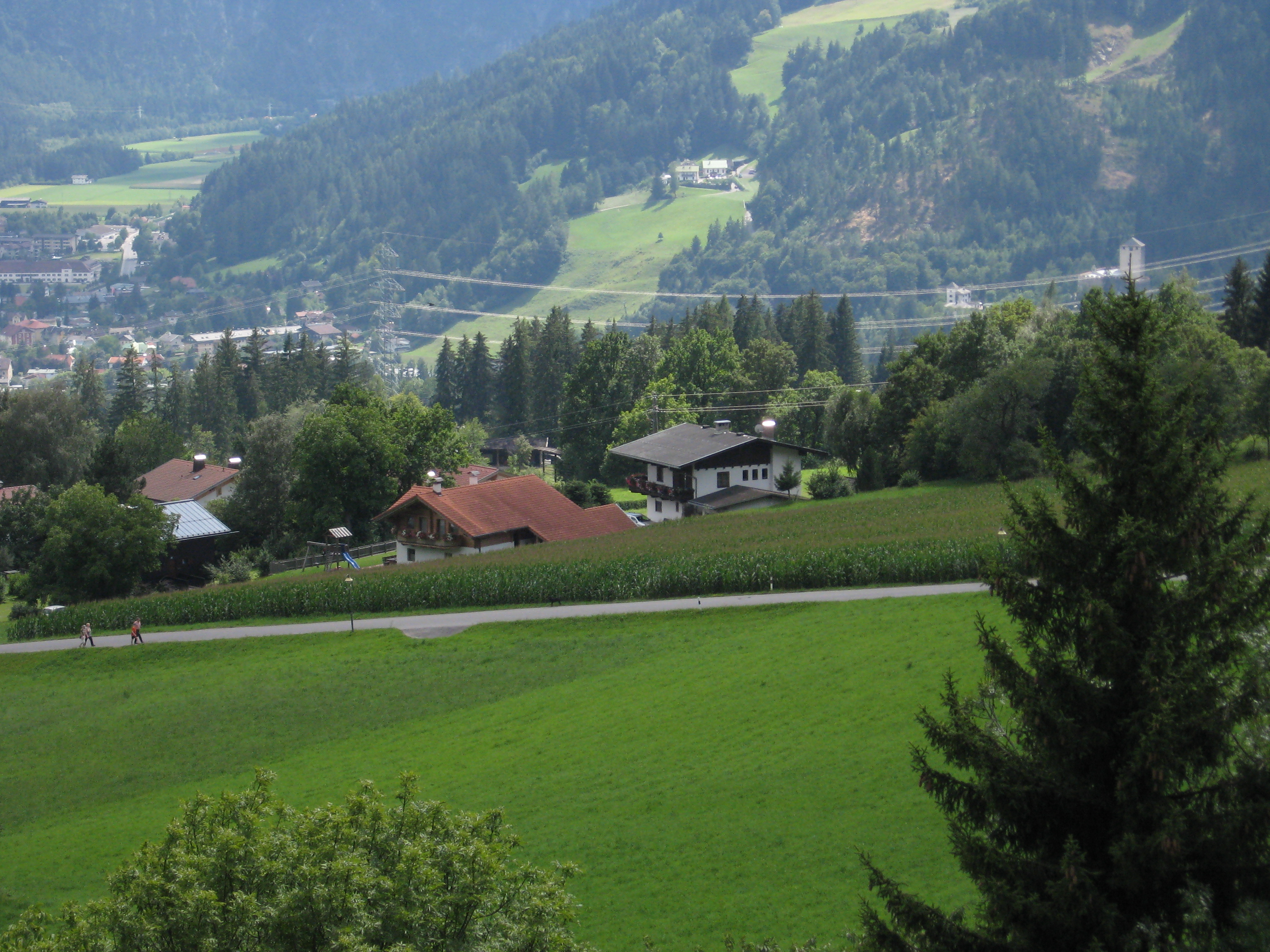
Dorf